# Ezotropija
Ezotropija („gledanje u križ”) oblik je strabizma.

## Akomodativna ezotropija
Akomodativna ezotropija često se viđa u pacijenata s umjerenom hiperopijom (dalekovidnošću). Hiperop, u pokušaju da postigne akomodaciju ili fokusira oko također konvergira, jer je konvergencija povezana s aktivacijom refleksa akomodacije. Pojačana konvergencija povezana s dodatnom akomodacijom potrebnom za kompenzaciju hiperopijske refraktivne greške može precipitirati ako gubitak binokularne kontrole i dovesti do razvoja ezotropije.
Razvoj ezotropije u ovim slučajevima ovisi o stupnju prisutne hiperopije. U slučajevima gdje je stupanj pogreške malen, dijete će moći održati kontrolu jer je potreba za pojačanom kompenzacijom za postizanje čiste slike također mala. Kada je u pitanju hiperopija visokog stupnja, upitno je koliko čistu sliku dijete može postići bez obzira na primijenjenu dodatnu akomodaciju. Stoga ne postoji stimulus koji može potaknuti dodatnu kompenzaciju i konvergenciju koja time dovodi do razvoja ezotropije. Postoje i slučajevi kada je pogeška toliko mala da uz dodatnu kopenzaciju dopušta stvaranje čiste slike, ali ipak dovoljno velika da naruši binokularnu kontrolu. Ovaj slučaj rezultirat će ezotropijom.
Kada je jedini uzrok ezotropije nekorigirana hiperopijska refraktivna greška, djetetu treba naložiti stalno nošenje naočala prikladne dioptrije, a samim time često i dovesti i devijaciju pod kontrolu. Takva «potpuno akomodativna ezotropija» uočava se samo kad dijete skine naočale. Mnogi odrasli koji pate od ezotropije od dječje dobi kontroliraju svoju razrokost kontaktnim lećama.
Postoji i drugi tip akomodativne ezotropije, poznat kao «ekscesivna konvergirajuća ezotropija». Djeca s ovim stanjem prikazuju pojačanu akomodativnu konvergenciju, ovisno o potrebnoj akomodaciji. U tim će slučajevima, čak i kad su sve predležeće hiperopijske refraktivne greške ispravljene, dijete će demonstrirati razrokost pri gledanju sitnih predmeta ili čitanju sitnih slova. Iako ove radnje iziskuju normalan akomodativni ili «fokuirajući» napor, razina konvergencije kod njih je pojačana i dovodi do ezotropije. U ovih pacijenata propisujemo bifokalne leće kao dodatnu hiperopijsku korekciju. Leće smanjuju nivo potrebne akomodacije, a time i konvergencije. Mnoga će djeca s vremenom naučiti kontrolirati ezotropiju, ponekad uz pomoć ortoptičkih vježbi. Međutim, ostalima će s vremenom biti potrebna operacija ekstraokularnih mišića u rješavanju problema.

## Kongenitalna ezotropija
Kongenitalna ili infantilna ezotropija poseban je pod-tip primarne konkomitantne ezotropije. Radi se o trajnoj ezotropiji visokog stupnja koja se pojavljuje do 6. mjeseca života. Nije vezana uz hiperopiju, pa akomodativni napori neće neće značajno utjecati na kut devijacije. Vezana je, međutim, uz druge očne disfunkcije uključujući prejake akcije kosog mišića, disociranu vrtikalnu devijaciju,manifestni latentni nistagmus i defektnu abdukciju koja nastaje kao posljedica tendencije ezotropa ka «cross» fiksaciji (možda gledanje u križ). U «cross» fiksaciji koriste lijevo oko da gleda na desno, a desno da gleda na lijevo, vizualni obrazac koji može biti «prirodan» za ezotrope širokog kuta čije je oko već zakrenuto na suprotnu stranu. Patogeneza je nepoznata, a rano pojavljivanje smanjuje vjerojatost da će pojedinac ikada razviti binokularni vid. Mišljenja o terapijskom pristupu su podijeljena. Neki oftalmolozi zagovaraju kirurško rješenje kao metodu izbora za s najvećom šansom za uspostavljanje binokularnog vida, dok drugi nisu uvjereni da potencijalno dobri rezultati opravdavaju kompleksnost i visok rizik operacije pacijenata mlađih od jedne godine.

## Inkomitantna ezotropija
Inkomitantne ezotropije su stanja u kojima veličina ezotropije varira prema usmjeravanju pogleda. Mogu se pojaviti u djetinjstvu ili odraslojdobi, a nastaju zbog neuroloških, mehaničkih ili mišićnih problema. Ovi problemi mogu direktno utjecati na vanjske mišić oka, ali mogu utjecati i na inervaciju ili krvnu opskrbu samih mišića ili okolnih koštanih struktura orbite. Primjeri stanja u kojima dolazi do ezotropije uključuju paralizu 6. moždanog živca, Duaneov sindrom ili ozljedu orbite.

## Terapija
Prognoza će za svakog ezotropa ovisiti o porijeklu i klasifikaciji njihova stanja. Međutim, ovi su koraci zajednički u njihovom liječenju:
1.	identifikacija i liječenje predliježećeg sistemnog stanja
2.	prepisivanje potrebnih naočala pacijentu i davanje vremena da se na njih navikne
3.	korištenje okluzije kao terapije za bilo kakvu prisutnu ambliopiju i poticanje na alteraciju
4.	gdje je moguće, korištenje ortoptičkih vježbi za ponovno uspostavljanje binokularnog vida
5.	gdje je moguće, korištenje prizmatskih korekcija, privremenih ili stalnih za smanjenje simptoma dvoslika
6.	u specifičnim slučajevima kod odraslih pacijenata Botulinum toksin može se koristiti kao trajno terapijsko sredsvo ili kao sredstvo za preveciju kontrakture mišića preoperativno
7.	ako je potrebno, učiniti kirurški zahvat naa vanjskim mišićima oka iz kozmetičkih razloga, i u rjeđim slučajevima, ponovnog uspostavljanja binokularnog vida